# فرودگاه لیک شلان
فرودگاه لیک شلان  (به انگلیسی: Lake Chelan Airport) یک فرودگاه همگانی بهره‌برداری هوایی است که یک باند فرود آسفالت دارد و طول باند آن ۱۰۶۸ متر است. این فرودگاه در شهر چلن، واشینگتن کشور ایالات متحده آمریکا قرار دارد و در ارتفاع ۳۸۵ متری از سطح دریا واقع شده است.